# Ало (Тарн)
Ало (фр. Alos) насеље је и општина у јужној Француској у региону Миди Пирене, у департману Тарн која припада префектури Алби.
По подацима из 2011. године у општини је живело 107 становника, а густина насељености је износила 16,93 становника/km². Општина се простире на површини од 6,32 km². Налази се на средњој надморској висини од 230 метара (максималној 286 m, а минималној 198 m).

## Демографија
| 1962. | 1968. | 1975. | 1982. | 1990. | 1999. | 2011. |
| ----- | ----- | ----- | ----- | ----- | ----- | ----- |
| 138   | 150   | 149   | 132   | 123   | 130   | 107   |

График промене броја становника у току последњих година